# Hansjörg Aschenwald
Hansjörg Aschenwald (Schwaz, 28 de junio de 1965) es un deportista austríaco que compitió en esquí en la modalidad de combinada nórdica.
Participó en los Juegos Olímpicos de Calgary 1988, obteniendo una medalla de bronce en la prueba por equipo (junto con Günther Csar y Klaus Sulzenbacher).

## Palmarés internacional
| Juegos Olímpicos | Juegos Olímpicos | Juegos Olímpicos  | Juegos Olímpicos          |
| Año              | Lugar            | Medalla           | Prueba                    |
| ---------------- | ---------------- | ----------------- | ------------------------- |
| 1988             | Calgary (Canadá) | Medalla de bronce | TN + 3 × 10 km por equipo |